# Pfarrhaus (Bayerdilling)

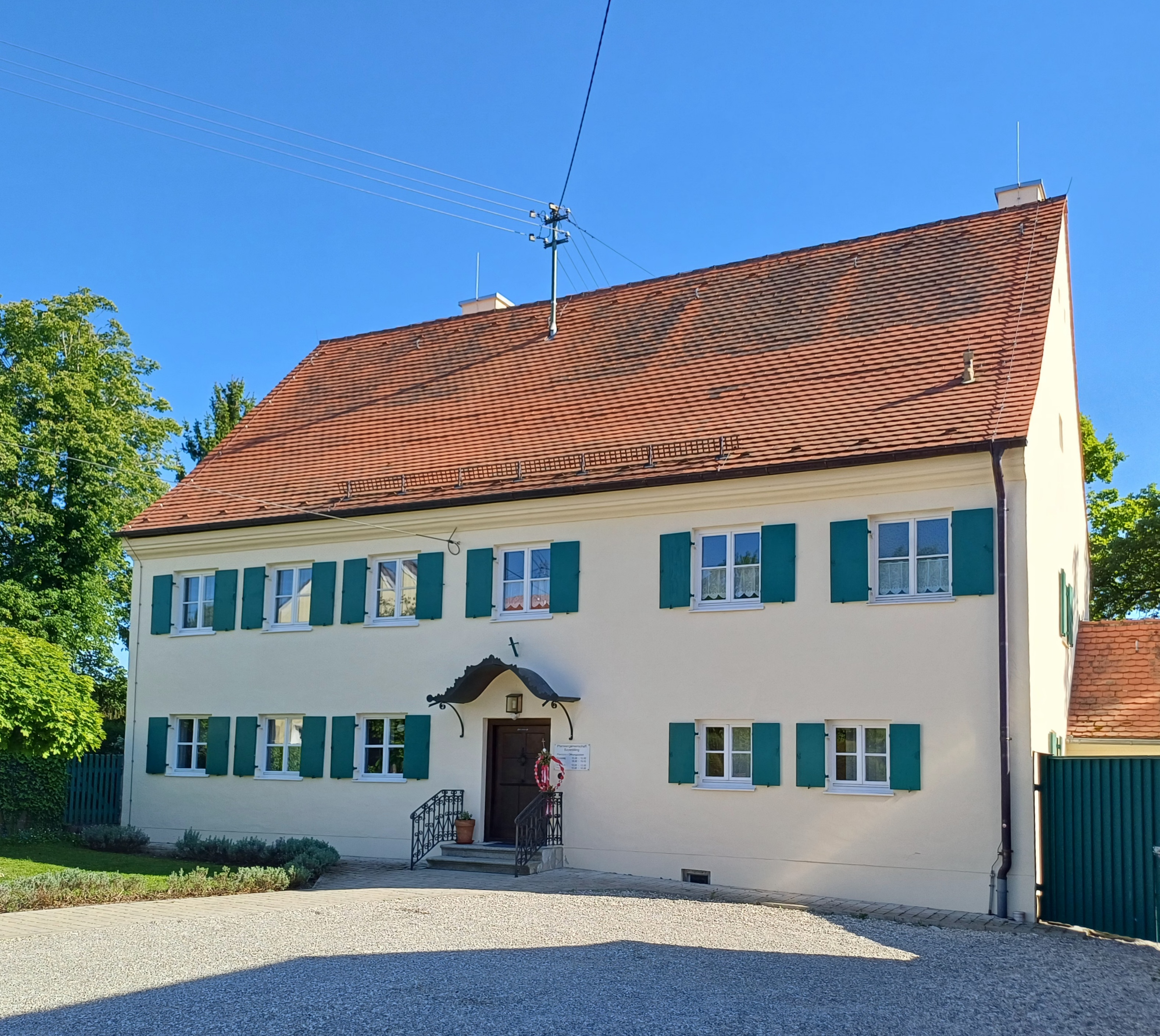
Pfarrhaus in Bayerdilling

Das Pfarrhaus in Bayerdilling, einem Stadtteil von Rain im Landkreis Donau-Ries im bayerischen Regierungsbezirk Schwaben, wurde 1720 errichtet. Das Pfarrhaus Am Kirchberg 9 ist ein geschütztes Baudenkmal.

## Geschichte
Das Pfarrhaus wurde im Sommer 1704 (Spanischer Erbfolgekrieg) niedergebrannt; die Pfarrmatrikel gingen dabei verloren. Der Wiederaufbau erfolgte an gleicher Stelle durch das Kloster Niederschönenfeld, zu dem der Ort als Hofmark gehörte. Durch die Säkularisation von 1803 fiel die Baulast an den Staat, dem sie bis in die Gegenwart obliegt.

## Beschreibung
Das Pfarrhaus ist ein zweigeschossiger Giebelbau mit fünf zu drei Fensterachsen mit mehreren Stuckdecken.
Das Haus wurde 1986/87 grundlegend instand gesetzt und in jüngerer Zeit mehrfach teilrenoviert. Der Pfarrhof dient jetzt in erster Linie als Büro der Pfarreiengemeinschaft Bayerdilling (mit Holzheim, Münster und Gempfing); der Pfarrer wohnt im Pfarrhaus Holzheim.